# 日星工業
日星工業株式会社（にっせいこうぎょう）は静岡県静岡市清水区に本拠を置く小糸製作所グループの自動車用照明部品メーカーである。

## 概要
小糸製作所の関連会社で、同社向けの主に補修用の電球（KOITOブランド）およびアフターマーケット向けに自社ブランドであるPOLARG（ポラーグ）ブランドの白熱電球およびLED球を生産する。純正バルブメーカーであることを前面に出して展開している。

## 沿革
- 1960年（昭和35年）8月 - 長野県長野市三輪田町にて設立（資本金200万円）。
- 1970年（昭和45年）12月
  - 小糸製作所の傘下に入り技術及び資金援助を受ける。
  - 本社を東京に、営業所を静岡・大阪に、業務所を静岡に設置。
- 1973年（昭和48年）
  - 2月 - 600万円に資本金を増資。
  - 10月 - KOITOブランド電球の生産を受託。
- 1974年（昭和49年）
  - 7月 - 1800万円に資本金を増資。
  - 9月 - 長野工場を長野市安茂里に移転。
  - 10月 - 3600万円に資本金を増資。
- 1991年（平成3年）5月 - 自社ブランドのPOLARG（ポラーグ）ブランドの製造販売を開始。
- 1999年（平成11年）
  - 4月
    - 興亜電気株式会社（長野県下伊那郡）を吸収合併。
    - 5100万円に資本金を増資。

  - 7月 - 本社を静岡県清水市（現・静岡市清水区）に移転。
- 2000年（平成12年）
  - 5月 - 名古屋出張所を愛知県名古屋市に設置。
  - 12月 - 静岡県清水市（現・静岡市清水区）に物流センターを開設。
- 2002年（平成14年）3月 - 名古屋出張所を営業所に改組し、静岡出張所を移管。

## 拠点
- 本社 - 静岡県静岡市清水区
- 東日本営業所 - 神奈川県横浜市港北区
- 西日本営業所 - 大阪府吹田市
- 物流センター - 静岡県静岡市清水区
- 長野工場 - 長野県長野市
- 飯田工場 - 長野県下伊那郡豊丘村